# Husův sbor (Nusle)
Husův sbor v Táborské ulici v pražských Nuslích je sakrální stavba Československé církve husitské do současné podoby přestavená roku 1925.

## Počátky
Nusle byly určujícím místem pro vznik církve československé. U jejího zrodu stál Antonín Procházka, který zajišťoval distribuci výtisků Českého misálu vydaného Karlem Farským dne 18. prosince 1919. Svolání lidu k vánočním bohoslužbám bylo předzvěstí k vyhlášení církve československé v kostele svatého Mikuláše na Staroměstském náměstí 8. ledna 1920.
O smyslu ustavení československé církve hovořily 23. ledna 1920 v nuselském Národním domě pokrokové ženy Božena Šťastná a Anna Štechová.
Náboženská obec církve československé byla v Nuslích ustavena po táborech lidu dne 7. května 1920 přednáškou Karla Farského, duchovní správu tvořili kněží Martin Zeman, Arnošt Šimšík a Karel Janda, čemuž následovala jejich exkomunikace z katolické církve. Prozatímně k setkávání docházelo v kostele svatého Václava.
Při sčítání lidu roku 1920 se k československé církvi hlásilo 38,5 % občanů Nuslí, tehdy ještě samostatného města, posléze (1. ledna 1922) připojeného do Velké Prahy.
Oficiální schválení této nuselské náboženské obce došlo 22. února 1923. Kvůli přetrvávajícím sporům s katolickou církví byla setkávání nově konána v sále kina Rokoko (později známé jako Tatra, Táborská 619/46).
Rok 1923 přinesl nejen oficiální schválení nuselské náboženské obce, ale též dvě zcela zlomové události. 28. září 1923 - na svátek sv. Václava - byla stále ještě v kostele sv. Václava poprvé sloužena bohoslužba podle její nové úpravy patriarchy dr. Karla Farského (tzv. Liturgie dr. Karla Farského). O šestnáct dní dříve, 12. září 1923, se pak Rada starších nuselské obce poprvé sešla ke svému zasedání v domě č. 317 na Palackého třídě (dnes Táborská ul.), který doposud sloužil jako nuselská sokolovna, naproti biu Rokoko.
Od 12. září 1923 se Rada starších setkávala v protější tehdejší nuselské sokolovně (Táborská 317/65), kterou od Sokola za 400 tisíc Kč odkoupila a začala stavebně upravovat pro účely Husova sboru, který byl slavnostně otevřen 13. prosince 1925 bohoslužbou biskupa Gustava A. Procházky.
Nuselský Husův sbor byl místem víry a naděje během květnových dní roku 1945, do dvora Sboru byli snášeni mrtví a ranění z barikád.

## Výstavba a zařízení
Husův sbor byl vystavěn Augustinem Korbem podle návrhu Václava Prokopa. Na samotné přestavbě se podíleli mnozí živnostníci, kteří k nuselské obci patřili: Kunc a Císař (tesaři), Tampe (pokrývač), Král (klempíř), Kubát (truhlář), Soukup (zámečník), Kraus (betonář), Brčák (instalatér), Mráček (elektrotechnik), Hovorka (natěrač), Joneš (kamnář), Králík (malíř), Vlach (sklenář), Leitner (dlaždič), Liška (čalouník), Všetička (podlahář) a jiní.
Součástí dodávek byly také čtyři zvony s originálními nápisy (Jan Hus - Milujte se a pravdy každému přejte; Jan Žižka - Kdož jste boží bojovníci; Jan Amos Komenský - Živ buď, národe, posvěcený v Bohu, neumírej!; Patriarcha CČS dr. Karel Farský - Pravda vítězí) darované A. Korbem a ulité firmou Diepold. Zvony byly v době Protektorátu zrekvírovány a roztaveny pro účely válečné mašinérie.
Vnitřek Sboru byl vybaven obětním stolem Páně od architekta Kašpara, obrazem Ježíše od akademického malíře Barucha (nedochován), barevnými vitrážemi od karlínské firmy Veselý, křížem s tělem Krista od řezbáře Kotyzy, reliéfem a sochou Krista. Roku 1928 byly opatřeny nové varhany, později vyměněné.
Zajímavá jsou zachovaná 3 barevná vitrážová okna v apsidě (arkýři) z roku 1925 s nápisy Hus, Komenský, Masaryk.